# Svartvikskärret
Svartvikskärret este o arie protejată (arie specială de conservare — SAC, sit de importanță comunitară — SCI) din Suedia întinsă pe o suprafață de 3,9 ha, integral pe uscat.

## Localizare
Centrul sitului Svartvikskärret este situat la coordonatele 57°15′50″N 17°02′47″E / 57.264°N 17.0464°E.

## Înființare
Situl Svartvikskärret a fost declarat sit de importanță comunitară în ianuarie 2002 pentru a proteja 1 specie de plante și 1 specie de animale. Situl a fost protejat și ca arie specială de conservare în martie 2011.

## Biodiversitate
Situată în ecoregiunea boreală, aria protejată conține 2 habitate naturale: Depresiuni intradunale umede, Păduri caducifoliate de mlaștină fino-scandinave.
La baza desemnării sitului se află mai multe specii protejate:
- plante (1): moșișoare (Liparis loeselii)
- nevertebrate (1): Vertigo geyeri